# Sharon Springs (Kansas)
Sharon Springs è un comune degli Stati Uniti d'America, situato nello Stato del Kansas, nella Contea di Wallace, della quale è il capoluogo.